# 德伯恩
德伯恩（德語：Döbern，發音：[ˈdøːbɐn] ⓘ）是德国勃兰登堡州施普雷-尼斯县的城市，面积15.79平方千米，2023年12月31日人口为3,118人。